# Woordsemantiek
Woordsemantiek of lexicale semantiek is het onderdeel van de semantiek dat zich bezighoudt met de betekenis (denotatie/connotatie) van afzonderlijke lexicale elementen (woorden, morfemen of lexemen), en zich aldus onderscheidt van de zinssemantiek. Centraal in de woordsemantiek staan:
- de classificering en structurele ontleding van woorden;
- de verschillen en overeenkomsten in lexicale semantische structuren tussen verschillende talen;
- de manier waarop de betekenis van de afzonderlijke lexicale elementen zich in syntactisch opzicht verhoudt tot de betekenis van de zin als geheel.

Betekenisvolle eenheden in de woordenschat van een taal worden lexicale eenheden genoemd. Wanneer het gaat om twee of meer woorden die zo'n eenheid vormen, spreekt men van een fraseologische eenheid of collocatie.
Dingen die in de woordsemantiek centraal staan zijn lexicale verbanden en of en in hoeverre de betekenis van een afzonderlijk woord bepaald wordt door de betekenis van de zin als geheel, die in dit verband het semantisch netwerk wordt genoemd. Ook wordt gekeken naar de manier waarop de betekenis van bepaalde woorden zich verhoudt tot die van andere. Centraal staan daarbij begrippen als woordveld, synonymie, antonymie, hyperonymie, hyponymie, inhoudswoord en functiewoord. Ook homonymie en paronymie spelen een rol, maar deze laatste twee verschijnselen hebben zowel te maken met de uiterlijke vorm van woorden als met hun betekenis.
De semasiologie is een subsdiscipline van de woordsemantiek.